# Gotthard Schafelner
Gotthard Schafelner OSB (* 2. Juni 1938 in St. Valentin) ist emeritierter Abt des Klosters Lambach.

## Leben
Als Johann Schafelner geboren trat er 1961 als Novize in die Benediktinerabtei Lambach ein, wo er den Ordensnamen Gotthard annahm. Schafelner wurde 1965 zum Priester geweiht. Nach der Ernennung zum Prior durch seinen Abt 1973, wurde er 1986 zum 58. Abt gewählt, ein Amt, das er bis 2008 fortsetzte. Am 23. Juni 1986 empfing er durch Maximilian Aichern die Benediktion, umgangssprachlich „Abtweihe“.
Von 1964 bis 1968 studierte er Land- und Forstwirtschaft an der Universität für Bodenkultur Wien.

## Auszeichnungen
- 2005: Staatspreis für vorbildliche Waldbewirtschaftung
- 2006: Großes Silbernes Ehrenzeichen für Verdienste um die Republik Österreich[1]